# Wahlbezirk Österreich ob der Enns 4
Der Wahlbezirk Österreich ob der Enns 4 war ein Wahlkreis für die Wahlen zum Abgeordnetenhaus im österreichischen Kronland Österreich ob der Enns (Oberösterreich). Der Wahlbezirk wurde 1907 mit der Einführung der Reichsratswahlordnung geschaffen und bestand bis zum Zusammenbruch der Habsburgermonarchie.

## Geschichte
Nachdem der Reichsrat im Herbst 1906 das allgemeine, gleiche, geheime und direkte Männerwahlrecht beschlossen hatte, wurde mit 26. Jänner 1907 die große Wahlrechtsreform durch Sanktionierung von Kaiser Franz Joseph I. gültig. Mit der neuen Reichsratswahlordnung schuf man insgesamt 516 Wahlbezirke, wobei mit Ausnahme Galiziens in jedem Wahlbezirk ein Abgeordneter im Zuge der Reichsratswahl gewählt wurde. Der Abgeordnete musste sich dabei im ersten Wahlgang oder in einer Stichwahl mit absoluter Mehrheit durchsetzen. Der Wahlbezirk Österreich ob der Enns 4 umfasste folgende Gemeinden bzw. Ortschaften:
- die Gemeinden Steyr, Weyer Markt, Kremsmünster, Windischgarsten, Kirchdorf, Enns, Grein, Perg, Micheldorf und Bad Hall
- die Ortschaften Sierning, Sierninghofen und Neuzeug (alle Gemeinde Sierning)
- die Ortschaften Trattenbach und Wendbach (beide Gemeinde Trattenbach)
- die Ortschaft Neuschönau (Gemeinde St. Ulrich)
- die Ortschaften Spital am Pyhrn, Grünburg, Steinbach an der Steyr und Mauthausen der gleichnamigen Ortsgemeinden

Aus der Reichsratswahl 1907 ging Leopold Erb (Deutsche Volkspartei) als Sieger hervor. Bei der Reichsratswahl 1911 konnte Erb sein Mandat erfolgreich verteidigen.

## Wahlen

### Reichsratswahl 1907
Die Reichsratswahl 1907 wurde am 14. Mai 1907 (erster Wahlgang) sowie am 23. Mai 1907 (Stichwahl) durchgeführt.

#### Erster Wahlgang
| Kandidat                                                                    | Partei                             | Wahlkreis- stimmen | Stimmen- anteil |
| --------------------------------------------------------------------------- | ---------------------------------- | ------------------ | --------------- |
| Leopold Erb                                                                 | Deutsche Volkspartei               | 3769               | 41,5 %          |
| Hermann Kletzmayr                                                           | Katholisch-Konservative Partei     | 2832               | 31,2 %          |
| Josef Dametz                                                                | Sozialdemokratische Arbeiterpartei | 2036               | 22,4 %          |
| Karl Mitterberger                                                           | Deutsche Fortschrittspartei        | 370                | 4,1 %           |
|                                                                             | Sonstige                           | 65                 | 0,7 %           |
| Wahlberechtigte: 9689, Ungültige/Leere Stimmen: 38, Wahlbeteiligung: 94,0 % |                                    |                    |                 |

#### Stichwahl
| Kandidat                                                                    | Partei                         | Wahlkreis- stimmen | Stimmen- anteil |
| --------------------------------------------------------------------------- | ------------------------------ | ------------------ | --------------- |
| Leopold Erb                                                                 | Deutsche Volkspartei           | 5595               | 63,4 %          |
| Hermann Kletzmayr                                                           | Katholisch-Konservative Partei | 3233               | 36,6 %          |
| Wahlberechtigte: 9689, Ungültige/Leere Stimmen: 76, Wahlbeteiligung: 91,9 % |                                |                    |                 |

### Reichsratswahl 1911
Die Reichsratswahl 1911 wurde am 13. Juni 1911 (erster Wahlgang) sowie am 20. Juni 1911 (Stichwahl) durchgeführt.

#### Erster Wahlgang
| Kandidat                                                                     | Partei                             | Wahlkreis- stimmen | Stimmen- anteil |
| ---------------------------------------------------------------------------- | ---------------------------------- | ------------------ | --------------- |
| Leopold Erb                                                                  | Deutsche Volkspartei               | 3881               | 42,0 %          |
| Josef Schwinner                                                              | Christlichsoziale Partei           | 3168               | 34,2 %          |
| Josef Wokral                                                                 | Sozialdemokratische Arbeiterpartei | 2162               | 23,4 %          |
| Sonstige                                                                     |                                    | 40                 | 0,4 %           |
| Wahlberechtigte: 9997, Ungültige/Leere Stimmen: 207, Wahlbeteiligung: 94,6 % |                                    |                    |                 |

#### Stichwahl
| Kandidat                                                                     | Partei                   | Wahlkreis- stimmen | Stimmen- anteil |
| ---------------------------------------------------------------------------- | ------------------------ | ------------------ | --------------- |
| Leopold Erb                                                                  | Deutsche Volkspartei     | 4644               | 50,4 %          |
| Josef Schwinner                                                              | Christlichsoziale Partei | 4562               | 49,6 %          |
| Wahlberechtigte: 9997, Ungültige/Leere Stimmen: 156, Wahlbeteiligung: 93,6 % |                          |                    |                 |